# 兩河口會議會址
兩河口會議會址位於四川省小金縣兩河口镇，原建筑为建于清代的关帝庙，现仅存正殿后的三间瓦房小庙。两河口会议是1935年6月26日在四川懋功（今小金县）两河口召开的一次中国共产党中央政治局扩大会议。1980年7月7日列為四川省重新確定公布的第一批省級文物保護單位。2006年5月25日公佈為第六批全國重點文物保護單位。